# Фредериксбергская кампания
Фредериксбергская кампания (англ. The Fredericksburg Campaign) — серия манёвров и одно крупное сражение в ходе Гражданской войны в США, которые происходили в Северной Вирджинии в ноябре 1862 — январе 1863 года. Генерал Эмброуз Бернсайд, главнокомандующий федеральной Потомакской армии, пытался стремительным манёвром обойти Северовирджинскую армию генерала Роберта Ли, перейти реку Раппаханок у Фредериксберга и прорваться к Ричмонду. Ему удалось быстро выйти к Фредериксбергу, но наступление было сорвано отсутствием необходимых средств переправы. Не имея должного военного опыта и не обладая гибкостью ума, генерал Бернсайд растерялся и не смог своевременно скорректировать свои планы. Армия генерала Ли между тем заняла позиции на высотах за Фредериксбергом, и Бернсайд решил атаковать противника прямо на них. В сражении при Фредериксберге его армия понесла огромные потери без всякого результата и была вынуждена отступить за Раппаханок, но и Ли не смог воспользоваться слабостью противника и разгромить его. Бернсайд начал планировать обходной манёвр, однако был остановлен президентом. Только в январе 1863 года он возобновил наступление, но оно было сорвано дождями. Недовольство в рядовом и командном составе армии было так велико, что президент отстранил Бернсайда от командования.
Фредериксбергская кампания считается интересным примером использования земляных укреплений на поле боя и важным (иногда преувеличенно) этапом в развитии искусства окопной войны.

## Предыстория
После Энтитемского сражения Ли завершил Мерилендскую кампанию и отступил в Вирджинию (19 сентября), где сразу же занялся восстановлением боеспособности своей армии. Ли дал армии 5 недель отдыха, организовал доставку продовольствия и перевооружил армию нарезными винтовками, захваченными на федеральных складах, так что к концу года в армии почти не осталось гладкоствольных мушкетов. Постепенно ему удалось восстановить и численность армии: если 10 октября она насчитывала 64 273 человека, то 20 октября — уже 68 033, а 10 ноября — 70 909. В это же время он свёл всю армию в два корпуса и добился от сената присвоения генерал-лейтенантского звания Лонгстриту и Джексону. Между тем Джеб Стюарт предпринял (9 октября) длинный Чамберсбергский рейд (80 миль за 77 часов) в тыл Потомакской армии.
Армия Ли стояла в долине Шенандоа, но 22 октября он перебросил некоторые части на восток за горы и развернул цепь пикетов от Мартинсберга до Фредериксберга, чтобы наблюдать за манёврами противника. 26 октября Потомакская армия перешла реку Потомак. Ли ещё не знал, куда именно направится противник — западнее гор Блу-Ридж, вверх по долине Шенандоа, или же восточнее гор, на Уоррентон и Калпепер. 28 октября Ли разделил армию на две части: корпус Томаса Джексона был оставлен в долине с указанием действовать на усмотрение Джексона, а корпус Лонгстрита и сам Ли отправились к Калпеперу. Однако в этот момент он был вызван в Ричмонд (где не появлялся с 14 августа), чтобы вместе с президентом Дэвисом решить, какие именно подкрепления имеет смысл перебросить из южной Вирджинии на усиление Северовирджинской армии. Ли прибыл в Ричмонд 1 ноября, и там на совещании было решено оставить 6000 человек для обороны южного направления, а всё сверх этой численности отправлять на север.
7 ноября Ли вернулся в Калпепер, где обнаружил, что ситуация изменилась: Потомакская армия начала наступление к востоку от хребта Блу-Ридж, как будто пытаясь вклиниться между корпусами Джексона и Лонгстрита (хотя Ли сомневался, что федеральный генерал Макклеллан будет наступать на юг, имея Джексона у себя на правом фланге). Макклеллан действительно задумывал наступление на Уоррентон, хотя и сомневался в его успехе.
7 ноября северяне вышли к Уоррентону, и здесь их наступление внезапно остановилось. Чуть позже стало известно, что 7 ноября генерал Макклеллан был отстранён от командования, и на его место назначен генерал Эмброуз Бернсайд. Ли встретил это известие с некоторым сожалением: он хорошо знал Макклеллана, но был недостаточно знаком с принципами Бернсайда. Генерал Джеймс Лонгстрит, наоборот, полагал, что смена командования на руку южанам; Макклеллан, по его мнению, быстро совершенствовал свою стратегию и со временем мог стать весьма опасным противником. Другие офицеры полагали, что смещение командования деморализует Потомакскую армию.

## План Бернсайда
Бернсайд, на которого давили из Вашингтона, решил предпринять наступление на Ричмонд поздней осенью. Уже 9 ноября он предложил Халлеку свой план наступления. Согласно плану предполагалось сконцентрировать армию около Уоррентона, изображая наступление на Калпепер или Гордонсвилл, а затем стремительно перебросить армию на юго-восток, перейти Потомак у Фредериксберга и двинуться на Ричмонд вдоль железной дороги «Richmond, Fredericksburg and Potomac Railroad (RF&P)». Этот манёвр позволял избежать внезапной атаки Джексона со стороны долины Шенандоа. Кроме того, он позволял надёжно прикрывать Вашингтон и обеспечивал удобную коммуникацию армии с базой снабжения в Аквила-Крик. Подобный план уже разрабатывал Макклеллан перед своей отставкой, и он даже поручил кавалерийскому отряду Ульрика Дальгрена изучить состояние железной дороги «RF&P». План Бернсайда встретил возражения со стороны президента Линкольна и генерал-аншефа Генри Халлека, которые полагали, что разумнее наступать строго на юг против армии Ли вместо того, чтобы атаковать Ричмонд.
Конечной целью кампании Бернсайд считал взятие Ричмонда. Он полагал, что падение столицы будет тяжелейшим ударом для Конфедерации. Он так и не объяснил, какие именно преимущества получит Север от падения Ричмонда, учитывая, что армия противника останется в целости на западе штата. Он также не объяснил, почему решил переходить Раппаханок именно у Фредериксберга по понтонам, а не по многочисленным бродам выше по течению. Эдвард Стакпол писал, что было бы логичнее напрямую атаковать противника, а не совершать обходной марш с целью захватить кучу кирпичей и толпу безоружных жителей, которую представлял собой Ричмонд. Единственным реальным приобретением была бы артиллерийская фабрика в Ричмонде. Если же Бернсайд надеялся таким образом лишить Ли его базы снабжения, то он недооценил своего противника, который был готов к такого рода сценарию и уже создал дополнительную базу в Стаутоне.
Через много лет после войны генерал Лонгстрит писал, что Бернсайду было бы логичнее идти к Честер-Гэп, что в 20 милях от Уоррентона. Оттуда «[о]н мог бы сдерживать Джексона и атаковать меня, или сдерживать меня и атаковать Джексона, таким образом разбив нас по частям. Можно спорить о том, успел бы он или нет переиграть меня таким образом. Но в любом случае, это был единственный выгодный манёвр на момент принятия им командования. ... Если бы к неплохому шансу добавили столь же неплохое мастерство, он мог победить. Этот был тот манёвр, который тогда нас больше всего беспокоил, и мы как раз думали о том, что же сможем противопоставить такому манёвру, когда пришли известия о его наступлении на Фредериксберг».
Генри Халлек лично приехал в штаб Бернсайда для согласования плана, и затем передал этот план на согласование президенту. В версии, обсужденной с Бернсайдом и отправленной на утверждение, предполагалось, что армия перейдёт Потомак по переправам выше Фредериксберга. 14 ноября Линкольн одобрил именно этот план, предупредив Бернсайда, что для успешной его реализации необходимо двигаться как можно быстрее.
Бернсайд также допускал, что во время его наступления южане смогут совершить бросок на север, но считал, что потеря полудюжины пенсильванских городков в данном случае допустима.
Для реализации плана Бернсайду требовалось содействия Халлека. Тот должен был обеспечить своевременную доставку средств переправы к Фредериксбергу. Но Халлек не понял сути дела: он решил, что средства переправы потребуются Бернсайду после взятия Фредерикберга для обеспечения более короткого пути снабжения армии. В итоге понтоны были доставлены к Фредериксбергу с опозданием на 10 дней (27 ноября).

## Реорганизация Потомакской армии
Между тем, пока согласовывался план наступления, Бернсайд решил реорганизовать Потомакскую армию. Он сомневался, что сможет эффективно руководить таким большим количеством корпусов, поэтому свёл корпуса попарно в три «гранд-дивизии»:
- Левая гранд-дивизия; (I и VI корпуса), под командованием генерал-майора Уильяма Франклина
- Центральная гранд-дивизия; (III и V корпуса), под командованием генерал-майора Джозефа Хукера.
- Правая гранд-дивизия; (I и IX корпуса), под командованием генерала-майора Эдвина Самнера
- XI корпус в резерве у Вашингтона и XII корпус в Харперс-Ферри.

Командирами гранд-дивизий стали Самнер, Франклин и Хукер. Группируя корпуса таким образом, Бернсайд придерживался логики своего предшественника Макклеллана: Самнер и Франклин (и сам Бернсайд) уже командовали группой корпусов в ходе Мерилендской кампании. Хукер был избран на эту должность явно из-за репутации агрессивного командира, которую он завоевал в кампании на полуострове и в Мерилендской кампании. Самнер и Франклин были не более чем рядовыми генералами, и ничем не проявили себя в предыдущих кампаниях.

## Наступление Бернсайда
14 ноября Бернсайд получил из Вашингтона телеграмму с сообщением, что его план утверждён. Он сразу же отдал приказ о наступлении. Утром 15 ноября гранд-дивизия Самнера выступила из лагеря под Уоррентоном и за два с половиной дня одолела расстояние в 40 миль до Фалмута. Это был необычайно быстрый марш: армия проходила по 15 миль в день, что соответствует стандартам I Мировой войны, хотя и не достигает стандартов II Мировой, когда нормой было 25 миль в день. Для армии, привыкшей при Макклеллане проходить по 5-6 миль в день, это были невиданные темпы. Этот марш застал Ли врасплох. Разведка не успела отреагировать, поэтому лишь через 24 часа после прибытия Самнера в Фалмут Ли узнал только о направлении движения противника.
18 ноября о наступлении Бернсайда стало известно газетчикам. Эту новость на севере восприняли с оптимизмом и энтузиазмом. Казалось, что теперь у армии есть всё необходимое для успешного наступления на Ричмонд. The Philadelphia Inquirer писала, что впереди ждут жестокие бои, но Ричмонд скоро будет взят. Бернсайд наступает быстро и этим выгодно отличается от неуверенного Макклеллана. Газеты возлагали на кампанию самые необоснованные надежды и тем только создавали избыточное психологическое давление на Бернсайда и его подчинённых.
Ли уже 12 ноября обратил внимание, что противник не продолжает наступление на юг, и предположил, что смена командования привела к смене стратегического плана и, вероятно, Бернсайд направится вдоль реки Раппаханок к Фредериксбергу. Он сообщил Джексону, что в этом случае тому потребуется незамедлительно присоединиться к корпусу Лонгстрита, и посоветовал начать подготовку к такому броску. 13 ноября разведка Стюарта донесла, что правый фланг противника по-видимому движется на восток. 14 ноября Ли окончательно пришёл к убеждению, что Бернсайд нацелился на Фредериксберг, и он снова напомнил Джексону, что тому пора присоединяться к Лонгстриту. 17 ноября стало известно, что три пехотные бригады северян подошли к Фредериксбергу, а федеральный флот и транспорта вошли в порт Аквила-Крик. Ли сразу же приказал одной дивизии Лонгстрита (под командованием Маклоуза) переместиться к Фредериксбергу, а остальному корпусу направляться туда же, если намерения противника станут более ясными.
Сначала Ли не имел намерений занимать рубежи у Фредериксберга, полагая более выгодной позицию на реке Норт-Анна. Утром 18 ноября он даже направил к этой реке некоторые части, но в тот же день стало известно, что корпус Самнера приближается к Фредериксбергу, и Ли решил, что если других корпусов на подходе нет, то Самнера стоит остановить под Фредериксбергом вплоть до выяснения намерений Бернсайда. Кроме того, Ли не хотел допускать противника на южный берег реки, где местность ещё не была разорена войной.
19 ноября стал понятно, что к Фредериксбергу идёт не только Самнер, но и остальные корпуса Потомакской армии. Ли переместил свой штаб из Калпепера ближе к Фредериксбергу и снова напомнил Джексону о том, что ему желательно идти на соединение с Лонгстритом. Ответ Джексона не сохранился, поэтому мы не знаем, почему он так долго стоял в долине. Вероятно, он замышлял наступление на север, вниз по долине, или же предполагал предпринять рейд в тыл противника, наподобие своего августовского рейда на станцию Манассас. Дуглас Фриман писал, что интуиция Ли в ходе этой кампании столь же удивительна, как и в ходе Северовирджинской кампании: в тот день, когда Ли заподозрил Бернсайда в намерении перемещаться к Фредериксбергу, Бернсайд только ещё запрашивал разрешения у Халлека на этот манёвр. Первые подразделения Самнера выступили к Фредериксбергу 15 ноября, к тот же день, когда Ли отправил туда же свои войска.
27 ноября Джексон привёл свой корпус в Оранж-Кортхаус (в 36 милях от Фредериксберга), пройдя 120 миль за 8 дней. В какой-то момент Ли подумал, что разделённость его армии спровоцирует Бернсайда на атаку и удастся повторить то, что произошло во время второго сражения при Булл-Ран, когда корпус Лонгстрита атаковал армию Поупа во фланг. Он приказал Джексону пока остаться на месте. Через три дня Ли решил, что дожди могут испортить дороги и помешать Джексону дойти до Фредериксберга, поэтому 29 ноября он приказал продолжить марш, дойти до Фредериксберга и встать в Гвинея-Стейшен, откуда он мог бы быстро подойти на помощь Лонгстриту или идти к нижним переправам через Раппаханок — если Бернсайд надумает перейти реку там. 1 декабря Джексон занял указанную позицию. Место не понравилось ему: «Мы разобьём противника, — сказал он Д. Хиллу, — но ничего этим не достигнем».

## История с исчезнувшими понтонами
Историю с исчезнувшими понтонами (Тhe case of the missing pontons) историк Эдвард Стакпол называет важнейшей фазой всей Фредериксбергской кампании. Когда 17 ноября корпус Самнера подошёл к Фредериксбергу, у него имелась возможность переправиться через реку и захватить плацдарм для обеспечения переправы армии. Однако по какой-то причине Бернсайд не дал хода этим планам. 19 ноября Бернсайд лично прибыл во Фредериксберг и обнаружил, что запрошенные понтоны отсутствуют. Самнер предложил перейти реку выше по течению и захватить город, что было вполне реально в тот момент, но Бернсайд боялся, что внезапное наводнение может отрезать этот отряд от основной армии, и не дал своего согласия на такой манёвр. Эдвард Стакпол писал, что если бы Бернсайд обладал гибкостью ума, свойственной великим полководцам, он мог бы спокойно переправить свою армию (без обозов) на другой берег и несколько дней испытывал бы проблемы со снабжением, но зато занял бы Фредериксберг и мог бы наводить переправы не опасаясь контрмер противника.
Если бы Бернсайд получил понтоны вовремя, или если бы он обладал мышлением Ли, Гранта или генерала Джорджа Паттона и перешёл бы Раппаханок без обозов, то корпус Лонгстрита, идущий со стороны Калперера, был бы встречен всей Потомакской армией, насчитывавшей 120 000 человек, когда корпусу Джексона ещё оставалось бы пройти 150 миль.
Историю с опоздавшими понтонами можно было бы воспринимать как рядовую «комедию ошибок», если бы не её трагические последствия. Возможно, Генри Халлек был просто слишком медлительным, или же его подчинённые не так поняли его приказы, и тогда это можно считать недоразумением, какие часто случаются в ходе войны. Но в этом мог быть и злой умысел: Халлек был раздражён тем, что Бернсайд не желает следовать его указаниям, а затем тем, что Линкольн утвердил план Бернсайда через его голову, так что вполне мог намеренно задержать отправку понтонов. Генерал Оливер Ховард считал эту историю весьма странной и даже предположил, что Халлек намеренно задержал понтоны, чтобы Бернсайд отправился на зимние квартиры и никто бы не нёс за это личной ответственности. Во всяком случае, он считал невозможным списать на случайность тот факт, что работа, требующая трех дней, была выполнена за тринадцать.
Последовательность событий была такова: 6 июня Халлек отправил в Берлин (около Харперс-Ферри) приказ доставить понтоны в Вашингтон. Этот приказ был отправлен почтой, поэтому дошёл до адресата только 12 ноября. 14 ноября 36 понтонов прибыли в Вашингтон, и старший инженер, генерал Даниель Вудбери, уведомил об этом Бернсайда и сообщил, что понтоны будет отправлены к Фредериксбергу 16 или 17 ноября. Но отправить понтоны удалось только 19 ноября, при этом дожди и грязь затруднили их перемещение. На место они прибыли только 27 ноября.
Генерал Вудбери впоследствии утверждал, что приказ пришёл к нему 13 ноября и в нём говорилось, что армия готовится наступать на Фредериксберг. Когда именно начнётся это наступление, в приказе не говорилось. После этого Вудбери лично явился в офис Халлека и попросил его отложить наступление хотя бы на пять дней для завершения всех приготовлений, но Халлек ему отказал. Впоследствии журналисты писали, что Халлек мог легко последовать совету Вудбери и приостановить наступление, но не сделал этого, чем по сути подвёл Бернсайда.

## Второй план Бернсайда
История с понтонами сорвала планы Бернсайда, а так как он был не способен на импровизацию, то ситуация зависла в неопределённости. Бернсайд регулярно отправлял отчёты в Вашингтон, их явно передавали Линкольну, но сведений о его реакции на эти отчёты не сохранилось. Только 26 ноября президент пригласил Бернсайда на встречу в Аквила-Крик. Неизвестно, о чём они говорили. Через два дня Бернсайд отправился в Вашингтон на вторую встречу. Подробности этой встречи тоже неясны — вероятно, президент и главнокомандующий размышляли над стратегическим решением возникшей проблемы. Очевидным решение было перейти Раппаханок частью сил где-то восточнее Фредериксберга, например, у Порт-Рояль. В итоге инженеры посоветовали Бернсайду перейти реку ещё дальше, у Скинкерс-Нек. Между тем Ли уже разместил одну дивизию у Порт-Рояль и вторую у Скинкерс-Нек. Или он предугадал манёвр Бернсайда, или же намеренно разбросал свои дивизии так, чтобы у противника возникло желание атаковать.
Как только федеральная армия была полностью сконцентрирована, Бернсайд созвал военный совет и изложил свой план: переправить часть сил через реку у Скинкерс-Нек. Чуть позже он сказал генералу Уильяму Смиту, что рассчитывает переправиться где-то поближе, чем Скинкерс-Нек. Бернсайд, видимо, полагал, что дивизии Ли разбросаны по широкому фронту, и если стремительно атаковать и захватить высоты между двумя крыльями армии противника, то Ли вынужден будет отступить к Ричмонду. Бернсайд не учитывал того факта, что невозможно внезапно перебросить армию по понтонам на другой берег и что Ли обладает способностью быстро концентрировать свои силы.
Эдвард Стакпол писал, что Бернсайд загнал себя в угол, из которого не было очевидного выхода. Чем дольше он тянул время, тем хуже становилась ситуация. Ни один из его планов не встречал одобрения корпусных командиров. Линкольн был прав, когда говорил, что наступление через Фредериксберг имеет шансы на успех только в том случае, если будет осуществлено быстро. Теперь уже и офицеры и рядовые понимали, что из наступления не выйдет ничего хорошего, и теряли веру в командующего, который очевидно не знал, что делать и как делать.
Бернсайд между тем слал телеграммы в Вашингтон, надеясь, что мнение руководства поможет ему принять верное решение и, возможно, снимет с него часть ответственности. 9 декабря он отправил такое сообщение:

ШТАБ ПОТОМАКСКОЙ АРМИИ,

9 декабря 1862-232.30
ГЕНЕРАЛ: все приказы отданы командирам гранд-дивизий и главам департаментов относительно перехода реки во вторник утром (11 декабря). Планы наступления слегка поменялись ввиду манёвров противника, который сконцентрировал крупные силы в том месте, где мы сначала предполагали переправляться. Думаю, что теперь противника скорее можно застать врасплох переправой с фронта, чем в другом месте. Командиры гранд-дивизий согласились со мной и я уже отдал приказ на манёвр, который позволит нам держать наши силы сконцентрированными и надёжно поддерживать связь с тылом. Я уверен, что значительный силы противника сконцентрированы у Порт-Рояль, его левый фланг находится у Фредериксберга, и именно его я собираюсь обойти. У нас достаточно артиллерии и мы хорошо подготовились к защите переправ. Важность всего манёвра и подробности плана вроде бы поняты командирами гранд-дивизий и мы надеемся, у нас получится.
Если главнокомандующий не против, я отправлю телеграмму завтра утром. Манёвр так важен, что мне хотелось бы иметь вашу санкцию. Пожалуйста, ответьте.
Э. Э. Бернсайд, генерал-майор, командующий.
Оригинальный текст (англ.)–  Headquarters Army of the Potomac,

December 9, 1862 — 11:30 p. m.
GENERAL: All the orders have been issued to the several commanders of grand divisions and heads of departments
for an attempt to cross the river on Thursday morning (December 11). The plans of the movement are somewhat modified by the movements of the enemy, who have been concentrating in large force opposite the point at which we originally intended to cross. I think now that the enemy will be more surprised by a crossing immediately in our front than in any other part of the river. The commanders of grand divisions coincide with me in this opinion, and I have accordingly ordered the movement, which will enable us to keep the force well concentrated, at the same time covering our communications in the rear. I am convinced that a large force of the enemy is now concentrated in the vicinity of Port Royal, its left resting near Fredericksburg, which we hope to turn.
We have an abundance of artillery, and have made very elaborate preparations to protect the crossings. The importance of the movement and the details of the plan seem to be well understood by the grand division commanders, and we hope to succeed.
If the General-in-Chief desires it, I will send a minute statement by telegraph in cipher to-morrow morning. The
movement is so important that I feel anxious to be fortified by his approval. Please answer.

A. E. BURNSIDE, Major-General, Commanding.
— 
В ответ Бернсайд не получил ни одобрения, ни поощрения, а только просьбу не передавать информацию телеграфом во избежание утечки информации. И в этом был смысл, потому что южане действительно держали в Аквила-Стейшен своего агента. В итоге Бернсайд решил переправляться через Раппаханок в трех местах: по двум переправам у Фредериксберга и по третьей, на милю восточнее города. 9 декабря в 05:00 он приказал начать подготовку к переправе, выдать солдатам трёхдневные рационы и по 60 патронов на ружье, а высшим офицерам явиться в штаб днём 10 августа. Ещё до этого, вечером 9 декабря, Бернсайд собрал офицеров гранд-дивизии Самнера в штабе Самнера (в доме Ласи, известном так же, как Чэтем-манор), частично изложил им план и спросил их мнения. Генерал Раш Хоукинс сказал: «Если вы предпримите атаку таким образом, это будет величайшая бойня этой войны; во всей нашей армии не найдётся столько пехоты, чтобы взять эти высоты, если они как следует обороняются». Присутствовавший на собрании Дариус Кауч потом вспоминал, что офицеры единодушно считали задуманное безумием. Только сам генерал Самнер не выступил против плана из-за своей преданности главнокомандующему.
Артиллерийским прикрытием наступления руководил Генри Хант. Он забрал всю корпусную артиллерию, слил ее с артиллерийским резервом и заполучил таким образом 147 орудий. Он разместил все батареи на Стаффордских высотах со всем свойственным ему профессионализмом. С этих позиций артиллерия могла эффективно прикрывать фланги армии, прикрывать переправы и мешать южанам перебрасывать подкрепления во Фредериксберг. Вся артиллерия Ханта была нарезной, но впоследствии Хант очень плох отзывался о качестве боеприпасов. 19 батарей впоследствии было переправлено через реку вместе с гранд-дивизией Самнера, но ввести в бой удалось только 7 батарей. Остальным не нашлось места.

## Позиция Северовирджинской армии
Обе армии имели достаточно времени для того, чтобы возвести серьёзные земляные укрепления, но никто не стал этим всерьёз заниматься. Южане сделали укрытия для батарей, но не стали рыть укреплений для пехоты. Генерал Ли ещё 23 ноября поручил Уильяму Пендлтону выбрать позиции для батарей, при этом Пендлетон заметил, что противник уже завершил земляные работы на батареях, в то время как южане только местами их начали. 1 декабря Пендлтон указал места для двух 30-фунтовых орудий Паррота (одно на Ховисон-Хилл и одно на Телеграфном холме), и 2 декабря Ли утвердил его выбор. Ли также обратил внимание, что с Телеграфного холма хорошо просматривается местность, и поэтому перенёс туда свой штаб.
В наше время сохранились следы трех артиллерийских позиций на Телеграфном холме. Ни одна из них не имеет рва с фронта лишь линию ям, из которых строители брали землю для бруствера. Одна батарея имеет L-образный бруствер и платформу для орудия на уровне земли, вторая батарея имеет насыпь с левой стороны, но не имеет бруствера с фронта, а третья имеет насыпь с правой и с левой стороны.
В русскоязычной книге «Гражданская война в США 1861—1865» сказано, что «Генерал Ли, который учел уроки Энтитемского сражения, приказал Лонгстриту усилить и без того неприступные позиции корпуса полевыми укреплениями. ...высоты Мари превратились в настоящую крепость». Однако этого не произошло. Даже Джексон, позиции которого были наиболее уязвимы, не предпринял никаких усилий в этом направлении. Уже после войны Моксли Соррел удивлялся, как мало было сделано в те дни для усиления позиций. «Впоследствии в ходе войны такие просчёты никогда не допускались», писал он.
Ли не стал тратить время на фортификацию в основном потому, что хотел сохранить свободу манёвра. Если бы он начал земляные работы по всему фронту, это могло бы насторожить противника и, возможно, заставило бы его отказаться от наступления, в то время как Ли уже имел исключительно выгодную позицию и желал скорее спровоцировать, нежели предотвратить федеральное наступление. Ниже по течению имелись другие переправы, и Ли был готов перебросить туда свою армию в случае необходимости.
К 11 декабря артиллеристы дополнительно усилили свои позиции, увеличив высоту брустверов. Инженеры не проявили к этому интереса, но артиллеристы сказали: «Нам тут сражаться, а не вам, мы поступим так, как нам удобнее». Лонгстрит согласился с артиллеристами, сказав: «Если вам удастся сберечь хотя бы палец на руке, в этом тоже будет польза».
Ли не отдал приказа рыть траншеи даже тогда, когда противник переправился через реку (12 декабря) и когда направление его атаки стало очевидно. Только дивизия Маклоуза вырыла траншею на своем фронте и усилила её завалами из деревьев. Бригада Кершоу, которая занимала левый фланг дивизии, начала работы ночью 12 декабря и закончила их к 08:00 следующего дня. Уильям Дэвис из 13-го Миссисипского полка утверждал, что бригада Барксдейла начала строить укрепления по своей инициативе, без всякого приказа сверху. Но согласно рапортам Кершоу и Маклоуза, всё же существовал приказ на дивизионном уровне.
То же самое происходило на правом фланге: корпус Джексона занял позицию 12 декабря, заменив дивизию Джона Худа. Люди Худа уже вырыли траншеи, куда могли бы поместиться полторы пехотные бригады, но Джексон разместил за траншеей свои 14 орудий и использовал траншею как укрытие для артиллеристов. Уже после войны один из ветеранов его корпуса писал, что федералам казалось, будто позиция Джексона хорошо укреплена. На самом же деле Джексон ничего не предпринял в этом направлении, в основном потому, что думал о наступлении. Перед ним была равнинная местность, позиция его была уязвима, и в этом положении атаковать было выгоднее, чем обороняться. Но Ли принял решение вести исключительно оборонительные бои.

## Фредериксберг
В ночь на 11 декабря началась подготовка к наведению переправ сразу в нескольких местах: двух основных у Фредериксберга и отвлекающей у Сникерс-Нек. Эта подготовка не осталась не замеченной южанами и уже в 04:30 генерал Маклоуз приказал дать сигнальный выстрел из орудия. Как только туман немного рассеялся, федеральные инженеры попали под огонь снайперов миссисипской бригады Барксдейла, которые залегли в укрытиях на правом берегу реки. Артиллерия юга не стала вести огонь по переправам, чтобы не повредить дома во Фредериксберге. В 10:00 федеральная артиллерия открыла огонь с намерением подавить снайперов. Было сделано 9000 залпов ядрами и снарядами, но они не дали ощутимого результата. Тогда через реку были направлены несколько пехотных полков с 7-м Мичиганским полком в авангарде. Потеряв всего одного человека убитыми, мичиганцы отогнали миссиссипцев от берега, захватили много пленных и заняли плацдарм.
Перестрелка в городе длилась до 19:00, после чего бригада Барксдейла оставила Фредериксберг и отошла к высотам Мари, заняв промежуточный рубеж за каменной стеной у подножия высот. Федеральная армия начала переправу, но перейти успела только дивизия Ховарда и бригада Хоукинса. В тот же день были наведены мосты у Гамильтон-Кроссинг. Южане не ждали там переправы, поэтому федеральные инженеры не встретили здесь сопротивления. Два моста были наведены к 11:00, и ещё один ночью. При этом, захватив переправу в 11:00, Франклин никак не помог соседям справиться с бригадой Барксдейла, хотя до той переправы было около мили расстояния. Только в 16:00 его первые подразделения перешли реку.
Ли весь день наблюдал за происходящим с высоты Телеграфного холма. Эдвард Стакпол заметил, что он вполне мог помешать переправе Франклина, например, силами кавалерии Стюарта или артиллерии Пелхама, но он не сделал этого. Стакпол предположил, что Ли как раз хотел, чтобы Франклин перешёл реку и оказался отрезан как от гранд-дивизии Самнера, так и от тыла. Только ночью Ли приказал выдвинуться к Фредериксбергу корпусу Джексона: дивизии Э. Хилла и Тальяферро подошли из Гвинея-Стейшейн и заняли позиции напротив переправы Гамильтон-Кроссинг. Дивизия Д. Хилла осталась у Сникерс-Нек, где Ли всё ещё полагал возможной переправу.
Утром и днём 12 декабря Потомакская армия переправлялась через Рапидан. В конце дня Франклин собрал корпусных командиров Рейнольдса и Смита в своём штабе в Бернардс-Хаус. Они решили, что логично будет атаковать противника двумя колоннами и любой ценой обойти его фланг. В 17:00 прибыл Бернсайд. Он обсудил с Франклином положение и покинул Бернардс-Хаус, при этом Франклин решил, что его план одобрен, и стал ждать формального приказа. Но приказа так и не пришло, так что в 03:00 Рейнольдс устал ждать и ушёл спать. Только утром 13 декабря пришёл приказ, но совершенно не тот, которого ждал Франклин. В своём утреннем приказе Бернсайд требовал направить в бой хотя бы одну дивизию, занять, «если возможно», высоту перед фронтом и обеспечить пути отступления.
Франклин поручил атаку корпусу Рейнольдса, который выделил для этого пенсильванскую дивизию Джорджа Мида. В 10:00 Мид начал наступление, затем приостановился, попав под фланговый огонь батареи Пелхама, и только в 13:00 атаковал основную линию противника. Дивизии удалось опрокинуть бригаду Макси Грегга, но она попала под контратаку дивизии Джубала Эрли и отступила. Сражение, в котором была задействована только треть сил Франклина и часть сил Джексона, не дало никакого результата. Впоследствии Бернсайд утверждал, что он рассчитывал силами одной дивизии захватить дорогу, проходящую вдоль позиций противника, тем самым лишить его связи между частями, вынудить отступить, а атаковать отступающего противника всем корпусом Франклина. Но если в этом состоял его план, то Франклину он этого по какой-то причине не сообщил.
Около полудня Бернсайд решил, что наступление Франклина отвлекло на себя значительные силы противника, и приказал атаковать высоты Мари с фронта. Это было неожиданное решение: южане полагали, что федералы атакуют севернее или южнее высот, но Бернсайд выбрал самый сложный участок для атаки. II корпус пошёл в атаку, но был остановлен у подножия высот, где бригада Томаса Кобба заняла позиции за каменной стеной. Несколько атак федеральных войск подряд были отбиты. Лонгстрит усилил Кобба бригадами Кершоу, Ренсома и Кука. Северяне провели ещё несколько безрезультатных атак, но так и не смогли взять каменную стену. Атаки прекратились с наступлением темноты. В этих атаках участвовало 27 000 человек, из которых было потеряно 3500.

## После Фредериксберга
Последней атакующей дивизией была дивизия Сайкса. Когда атаки прекратились, она осталась лежать в низине перед позициями противника у каменной стены. Дивизия провела на этой позиции всю ночь, а утром 14 декабря обнаружилось, что с этой позиции невозможно отступить назад. В итоге дивизия пролежала в поле на ветру весь день и отошла в тыл только вечером. Между тем ещё вечером (в 21:00) 13 декабря федеральные генералы (без командиров гранд-дивизий и Бернсайда) собрались на совещание. Все были уверены, что атаки возобновятся с утра, но Раш Хоукинс категорически запротестовал даже против самого обсуждения такой вероятности. Ему удалось убедить генералов, и они поручили ему поговорить с Бернсайдом. Хоукинс явился в штаб Бернсайда в доме Филлипса, где застал командиров гранд-дивизий. Они выслушали мнение Хоукнса и так же предложили ему высказать всё Бернсайду. Тот появился в штабе только в 01:00. По воспоминаниям Хоукинса, Бернсайд вошёл и сразу с порога сказал: «Ну что ж, всё готово, мы атакуем на рассвете, IX корпус пойдёт в центре, и я поведу его в наступление сам». Ответом ему была тишина. Затем генерал Самнер осторожно заметил, что по этому вопросу есть некоторые сомнения, и предложил выслушать Хоукинса. Бернсайд выслушал, после чего спросил мнение Самнера. Тот ответил, что после всего, что произошло, повторять атаки неразумно. Генерал Хукер прямо сказал, что атаки ни в коем случае нельзя повторять. После некоторого обсуждения решено было отменить подготовку к атакам.
На следующее утро Бернсайд снова собрал совет и спросил, стоит ли продолжать удерживать Фредериксберг или же разумнее отойти за реку. Генералы высказались против отхода и решено было остаться во Фредериксберге. Бернсайд вернулся в штаб и снова начал размышлять над тем, что же делать дальше.
Когда сражение завершилось, почти все генералы армии Юга были убеждены, что Бенсайд повторит атаку на рассвете. Только Джон Худ предположил, что атаки не будет. Сам Ли полагал, что Бернсайд атакует, понесёт потери, и тогда Северовирджинская армия сможет перейти в контрнаступление. «Я ожидаю, что сражение возобновится на рассвете», написал Ли в Ричмонд в 21:00. Он так же допускал, что Бернсайд не станет на этот раз штурмовать высоты Мари, а попробует совершить какой-то обходной манёвр. Поэтому Ли приказал начать земляные работы и укрепить позиции, чтобы можно было удержать высоты Мари малыми силами, а остальную армию перебросить туда, куда потребуется. К утру 14 декабря укрепления были уже возведены.
Однако наутро Ли не заметил никаких признаков подготовки к атаке на своём левом фланге. Он отправился к Джексону на правый фланг, он и там противник не проявлял активности. Весь день прошёл в ожидании, и к вечеру Ли сел составлять рапорт для президента. Утром 15 декабря южане продолжили укреплять свои позиции, и в то же время было замечено, что и северяне начали рыть траншеи, как будто ожидая атаки. Ли был расстроен: если федералы не будут атаковать, то все жертвы 12 декабря окажутся бесплодными и шанс разгромить противника будет упущен. В ночь на 16 декабря северяне отступили на северный берег реки.
Утром 16 декабря Ли и Джексон выехали на передовую и не заметили у Фредериксберга федеральных знамён. Они встретили генерала Дэниеля Хилла, которому полковник Брайан Граймс только что сообщил, что противник исчез. «Я побывал там, где вчера была их пехотная линия, — сообщил Граймс, — и не заметил там никого». Ли ничего не ответил, но Граймс заметил, какое тяжелое впечатление произвели его слова на Ли и Джексона. Ли тяжело переживал то, что не смог нанести противнику решительного удара. «Мы действительно ничего не достигли, — сказал он впоследствии, — мы не отвоевали не фута земли, и я знаю, что противник может легко возместить потери, которые здесь понёс».
Уже на следующий день после сражения южане начали укреплять свои позиции. Они усовершенствовали земляные укрепления у Каменной Стены и соорудили баррикады на тех участках, где стена имела интервалы. Одновременно были прорыты траншеи на вершине высот Мари, которые соединили укреплённые ранее артиллерийские позиции в единое целое. Джексон так же возводил укрепление на вершине высоты Проспект-Хилл. В результате образовалась исключительно мощная оборонительная линия, каких ещё не было в ту войну. Лишь «линия Уорвика» под Йорктауном и укрепления Ричмонда имели с ней что-то общее. Уже не известно, кто именно отдал приказ об этих работах — Ли или Лонгстрит.
В итоге образовалась укрепленная линия длиной 35 миль. Лонгстрит думал о том, чтобы продлить линю ещё дальше на север, но для этого проекта не хватило людей и инструментов. Если бы такая линия всё же была бы построена, она несомненно оказала бы существенное влияние на ход последующего сражения при Чанселорсвилле.
При постройке этой линии время от времени возникали технические проблемы, и сохранилась переписка между Лонгстритом и Джексоном относительно этих проблем. Некоторые историки полагают, что эта переписка характеризует Лонгстрита как выдающегося эксперта в области теории фортификации. Другие обращают внимание на то, что Лонгстрит излагал хорошо известные в то время вещи, и переписка скорее характеризует плохое знание Джексоном основ фортификации.

## Грязевой марш
17 декабря Бернсайд составил свой рапорт о ходе сражения, где признал, что во всех событиях виноват только он один. Сразу после Рождества, 26 декабря, Бернсайд отдал приказ армии заготовить трёхдневные рационы и ещё дополнительный запас в обозе и быть готовой к выступлению. Бернсайд решил обойти армию противника с запада, перейти Раппаханок по броду Бэнкс-Форд и атаковать Фредериксбергские высоты с другой стороны. Он опасался утечки информации, поэтому посвятил в свои планы немногих. Кавалерии Эверелла было приказано совершить глубокий рейд в тыл противника и выйти в итоге к Саффолку. Приказы для командиров гранд-дивизий были уже готовы, но в этот момент пришло сообщение от президента: Линкольн писал, чтобы Бернсайд не совершал никаких манёвров без предварительного согласования. Бернсайд отменил наступление и рейд и отправился в Вашингтон.
В Вашингтоне президент сообщил Бернсайду, что, по мнению некоторых офицеров, армия не готова к наступлению. Бернсайд изложил президенту свой новый план, и Линкольн одобрил его с тем условием, что армии дадут две недели отдыха. Бернайд пожелал узнать имена недовольных офицеров, но ему было отказано в этом. Однако Линкольн счёл заговор против Бернсайда подозрительным, а Халлек полагал, что эти люди должны быть уволены со службы.
20 января 1863 года Бернсайд издал приказ о новом наступлении: гранд-дивизии Хукера и Франклина должны были перейти Раппаханок около Бэнкс-Форд и начать наступление на Фредериксберг с севера, а гранд-дивизия Самнера должна была идти в резерве. Это был амбициозный и сложный план. Он был труден для выполнения даже без учёта возможного сопротивления противника. 20 января наступление началось, но, как писал Стакпол, вмешалась погода и спасла Потомакскую армию от очередного унижения. Наступление было отменено. 29 января генерал Ли отправил в Ричмонд отчёт об этом новом манёвре противника.

## Последствия
Как только армия вернулась в лагерь возле Фалмута (23 января), у Бернсайда, видимо, сдали нервы и он решил устроить чистку командного состава Потомакской армии. Он оставил Генеральный приказ № 8, где требовал сместить генералов Хукера и Франклина, корпусного генерала Смита, а также ряд дивизионных и бригадных командиров. Так как у Бернсайда не было права смещать офицеров без постановления трибунала, то он направился в Вашингтон, чтобы получить санкцию президента. Но Линкольн сказал ему, что в настоящий момент важнее наладить дисциплину в армии и для этого лучше всего послужит отставка самого Бернсайда. Он отказался утвердить приказ без предварительного совещания, и тогда Бернсайд попросил принять его отставку прямо сейчас. В результате 25 января военный департамент издал Генеральный приказ № 20: отстранить Бернсайда от командования, отстранить генерала Самнера от командования по его просьбе, отстранить генерала Франклина от командования, назначить генерала Хукера командующим Потомакской армией.
Лишь спустя 10 месяцев, в ноябре 1863 года, генерал Халлек составил рапорт относительно Фредериксбергской кампании, и только 13 ноября 1865 года свой рапорт для Военного Департамента составил сам Бернсайд. Он написал, что столкнулся со множеством трудностей: он оказался первым офицером, принявшим командование армией после отставки её создателя, Макклеллана; он не участвовал в кампании на полуострове и поэтому был плохо знаком со многими офицерами; время года было крайне неудобным, а невыплата жалованья вызывала недовольство солдат. Он писал, что предпринял четыре попытки наступления: первая сорвалась из-за отсутствия понтонов, вторая привела к сражению при Фредериксберге, третья была остановлена президентом, а четвертая не удалась в силу различных причин. Он так же написал, что не переживает по поводу отставки и, ввиду последующих громких успехов армии, полагает, что его отставка пошла ей только на пользу (I am quite willing to believe that my removal was for the best).
Рапорт Халлека от 15 ноября, видимо, был причиной дискуссии, которая развернулась в прессе в конце 1863 и начале 1864 года. В ряде публикаций Халлек утверждал, что согласованный им и президентом план подразумевал переправу по бродам выше Фредериксберга, а не по понтонам у Федериксберга. Бернсайд же утверждал, что все детали плана были им подробно изложены Халлеку.

### Влияние на военную тактику
Фредериксбергская кампания оказала сильное, хотя и не решающее, влияние на эволюцию окопной войны. Историк Хегерман писал, что Ли осознал преимущества укреплённых позиций и в будущем предпринимал фронтальные атаки только когда на его стороне был эффект неожиданности или же когда иного выхода не оставалось. Фрэнсис О'Рейли тоже полагал, что именно под Фредериксбергом южане оценили преимущества укреплений и это изменило весь ход войны. Но Эрл Гэсс считает такую оценку сильно преувеличенной: Ли прибегал к атакам и при Чанслорсвилле, и при Геттисберге, где у него были возможности манёвра. Он стал склоняться к оборонительной тактике лишь после Геттисберга, но и тогда продолжал думать об атаках. Как и прочие командиры той войны, Ли начинал строить укрепления только тогда, когда собирался оставаться в обороне.
Но Гэсс согласен с тем, что как минимум сражение у каменной стены показало преимущества полевых укреплений: у каменной стены соотношение сил было 7.5 к 1, и федеральное наступление было отбито с пропорцией потерь 4.5 к 1 в пользу обороняющихся. Вероятно, это привело впоследствии к появлению гораздо более мощных и совершенных укреплений в 1864 году.
Дуглас Фриман также полагал, что укрепления Фредериксберга были важнейшим этапом эволюции оборонной тактики, и называл эти укрепления одним из самых важных вкладов генерала Ли в военную науку. От этих земляных сооружений оставался всего один шаг до настоящей полевой фортификации.

### Книги
- Brooks, Victor. The Fredericksburg Campaign: October 1862-January 1863. — Boston: Da Capo Press, 2000. — 256 p. — ISBN 1580970338.
- Eicher, David J. The Longest Night: A Military History of the Civil War. — New York: Simon & Schuster, 2001. — 990 p. — ISBN 0-684-84944-5.
- Gallagher, Gary W. The Fredericksburg Campaign: Decision on the Rappahannock. — Chapel Hill: University of North Carolina Press, 1995. — … p. — ISBN 0-8078-2193-4.
- Hess, Earl J. Field armies and fortifications in the Civil War: the Eastern campaigns, 1861–1864. — Chapel Hill and London: University of North Carolina Press, 2005. — 428 p. — ISBN 0-8078-2931-5.
- Marvel, William. Burnside. — Chapel Hill: University of North Carolina Press, 1991. — 552 p. — (Civil War America). — ISBN 0-8078-1983-2.
- Rable, George C. Fredericksburg! Fredericksburg!. — Chapel Hill: Univ of North Carolina Press, 2009. — 688 p. — ISBN 0807867934.
- O’Reilly, Francis Augustín. The Fredericksburg Campaign: Winter War on the Rappahannock. — Baton Rouge: Louisiana State University Press, 2003. — 672 p. — ISBN 0-8071-3154-7.
- Stackpole, Edward J. The Fredericksburg Campaign: Drama on the Rappahannock. — Harrisburg: Stackpole Books, imprint of Rowman and Littlefield, 1991. — 336 p. — ISBN 0811723372.
- Welcher, Frank J. The Union Army, 1861–1865 Organization and Operations. — Bloomington: Stackpole Books, imprint of Rowman and Littlefield; Indiana University Press, 1989. — Vol. 1, The Eastern Theater. — 336 p. — ISBN 0-253-36453-1.

### Статьи
- Jones, Gordon W., The Medical History of the Fredericksburg Campaign: Course and Significance, Journal of the History of Medicine and Allied Sciences, Vol. 18, No. 3 (July, 1963), pp. 241–256
- Shea, Shannon M. The First Battle of Fredericksburg: Lessons of Strategic and Operational Command and Control. — 2011. — 41 p.